# 金博爾 (內布拉斯加州)
金博爾（英語：Kimball）是一個位於美國內布拉斯加州金博爾縣的城市。根據2010年美國人口普查，該地共人口2496人，而該地的面積約為5.36平方千米。同時該地也是金博爾縣的縣治。

## 地理
金博爾的座標為41°14′01″N 103°39′34″W / 41.23361°N 103.65944°W，而該地的平均海拔高度為1437米（即4715英尺）。